# Tidarren griswoldi
Tidarren griswoldi är en spindelart som beskrevs av Knoflach och van Harten 2006. Tidarren griswoldi ingår i släktet Tidarren och familjen klotspindlar.
Artens utbredningsområde är Kamerun. Inga underarter finns listade i Catalogue of Life.